# Mosquer becnegre
El mosquer becnegre (Aphanotriccus audax) és una espècie d'ocell de la família dels tirànids (Tyrannidae) que habita el pis inferior dels boscos de l'est de Panamà i nord de Colòmbia.